# 地球横断小惑星

(4953) 1990 MUの公転軌道。地球軌道と交叉している。

地球横断小惑星（ちきゅうおうだんしょうわくせい）とは、太陽を中心とする太陽周回軌道を公転する小惑星のうち、公転軌道が地球の公転軌道と交叉する小惑星の総称である。その定義上、全ての地球横断小惑星が地球近傍小惑星であり、将来的に地球に衝突する危険性がある。なお、特に衝突リスクが高い小惑星は潜在的に危険な小惑星に分類されている。

## 定義
地球横断小惑星そのものの定義は、小惑星の公転軌道が地球軌道を横断する事にある。地球軌道は完全な円ではなく、近日点が0.983AU、遠日点が1.017AUの楕円軌道であるが、地球横断小惑星はこの0.033AUの範囲内に公転軌道が交叉するものをさす。その定義から、全てのアポロ群とアテン群は地球横断小惑星に属するが、アモール群とアティラ群は属さない。このため、アポロ群・アテン群・アモール群の包括的な定義である地球近傍小惑星は、全てが地球横断小惑星ではない。逆に、全ての潜在的に危険な小惑星は地球横断小惑星である。
| 分類                 | 定義                                            | 横断する小惑星     |
| -------------------- | ----------------------------------------------- | ------------------ |
| アポロ群             | 軌道長半径 > 1.0AU 近日点距離 < 1.017AU         | 全て               |
| アテン群             | 軌道長半径 < 1.0AU 遠日点距離 > 0.983AU         | 全て               |
| アティラ群           | 軌道長半径 < 1.0AU 遠日点距離 < 0.983AU         | なし               |
| アモール群           | 軌道長半径 > 1.0AU 1.017AU < 近日点距離 < 1.3AU | なし               |
| 地球近傍小惑星       | 近日点距離 < 1.3AU                              | アポロ群とアテン群 |
| 潜在的に危険な小惑星 | EMoid < 0.05AU 絶対等級 > 22.0                  | 全て               |

## 地球横断小惑星の一覧
2013年12月5日時点で、地球横断小惑星は5968個存在する。

### 地球横断小惑星に関する極値

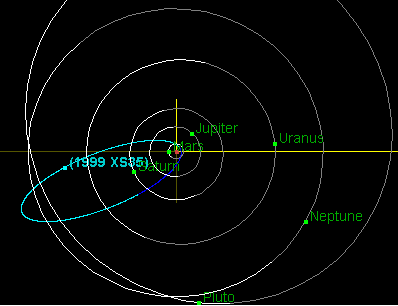
1999 XS35 の軌道は非常に極端であり、遠日点は海王星軌道の外側に位置する。

|                                  | 名称               | 値            | 出典・備考                                 |
| -------------------------------- | ------------------ | ------------- | ------------------------------------------ |
| 最も大きな天体                   | シシュフォス       | 8.2km         | [ 2 ]                                      |
| 最も小さな天体                   | 2008 TS26          | 84cm          | アルベドを0.13と仮定した計算上の値。       |
| 最も地球に接近した天体           | 2020 QG            | 2946km        | 地球表面からの値。1972年の昼間火球を除く。 |
| 最も多くの惑星軌道を横断する天体 | 1999 XS35          | 地球 - 海王星 | [ 6 ]                                      |
| 最も軌道長半径の小さな天体       | (325102) 2008 EY5  | 0.6265AU      | [ 7 ]                                      |
| 最も軌道長半径の大きな天体       | 1999 XS35          | 17.85AU       | [ 6 ]                                      |
| 最も近日点距離の小さな天体       | 2005 HC4           | 0.0709AU      | [ 8 ]                                      |
| 最も近日点距離の大きな天体       | 2013 CX32          | 1.01691AU     | [ 9 ]                                      |
| 最も遠日点距離の小さな天体       | 2007 BD            | 0.986194AU    | [ 10 ]                                     |
| 最も遠日点距離の大きな天体       | 1999 XS35          | 34.75AU       | [ 6 ]                                      |
| 最も軌道離心率の小さな天体       | 2002 AA29          | 0.013008      | [ 11 ]                                     |
| 最も軌道離心率の大きな天体       | 2006 HY51          | 0.968889      | [ 12 ]                                     |
| 最も軌道傾斜角の小さな天体       | 2004 FH            | 0.02110度     | [ 13 ]                                     |
| 最も軌道傾斜角の大きな天体       | (343158) 2009 HC82 | 154.49706度   | 唯一の逆行小惑星。                         |
| 最も軌道傾斜角が90度に近い天体   | 2012 FZ23          | 75.38154度    | [ 15 ]                                     |

### 特殊な軌道の地球横断小惑星
- 2010 TK7 は地球のトロヤ群小惑星である[16]。
- (3753) クルースン、(10563) イジュドゥバル、(54509) YORP 、(66063) 1998 RO1 、(85770) 1998 UP1 、(85990) 1999 JV6 、(164207) 2004 GU9 、(277810) 2006 FV35 、2001 GO2 、2002 AA29 、2003 YN107 、2006 JY26 、2010 SO16 、2012 FC71 、2013 BS45 は地球の準衛星である[17]。
- 2002 VE68 は金星の準衛星である[18]。
- (343158) 2009 HC82 は唯一の逆行小惑星である[14]。